# 浴血任務4
《浴血任務4》（英語：Expend4bles，或記作）是一部2023年美國動作片，由史考特·沃夫執導，寇特·威默、泰德·達格哈特和馬克斯·亞當斯編寫劇本。該片為2014年電影《浴血任務3》的續集，以及《浴血任務》系列電影的第四部作品。主演陣容包括傑森·史塔森、席維斯·史特龍、五角、梅根·福克斯、杜夫·朗格、東尼嘉、伊科·烏艾斯、蘭迪·寇楚、雅各布·西皮奧、梨薇·陳和安迪·加西亞。劇情講述浴血幫加入新血，並捲入了美俄間的核武衝突中。
《浴血任務4》2023年9月22日在美國院線上映；除了影評口碑不佳外，電影商業表現失利，票房收入不足以回本而成為票房炸彈。電影更在頒發差片獎項的第44屆金酸莓獎入圍7項獎項領銜。

## 劇情
浴血幫被派往利比亞，阻止傭兵蘇亞托·拉赫馬特為神秘恐怖份子「豹貓」竊取核彈頭。該團隊由巴尼·羅斯領導，成員包括李·聖誕、托爾·羅德、岡納·詹森，以及新成員輕鬆哥與蓋蘭。巴尼在空中操作飛機，聖誕帶領其他隊員在地面追逐企圖逃跑的拉赫馬特，但拉赫馬特卻擊落了飛機，導致聖誕放棄追趕拉赫馬特，改而摧毀高射炮。雖然高射炮已毀，但飛機墜毀，團隊在殘骸中發現了巴尼被燒焦的屍體，只留下巴尼的戒指。
在巴尼的追悼會上，中情局探員馬許透露，浴血幫繼續被雇來追擊豹貓和拉赫馬特，但開除了違抗命令的聖誕。聖誕的前情人吉娜接替了他的位置，並帶來了新成員鞭妹。聖誕透過給吉娜塞的追蹤器得知其位置，打算私下行動。巴尼的死亡令一份密封檔案得以揭開，其中指出有一名目擊者可以識別豹貓的身份。
浴血幫前往亞洲，馬許透露，豹貓計劃透過讓核彈頭在俄羅斯遠東地區引爆，並用一艘偽裝成美國航空母艦的船隻運輸來挑起第三次世界大戰；拉赫馬特的人馬已劫持了這艘船。浴血幫和馬許登上船時，他們遭到伏擊並被扣為人質。拉赫馬特帶走馬許，藉由馬許來與中情局談判，以交換被囚禁的豹貓目擊者潘龍白。同時，聖誕前往泰國招募前浴血幫成員達夏，雖然對方已放下屠刀隱退，但仍開小船讓聖誕登上拉赫馬特的船。當聖誕在船上奮力拼搏時，改變了主意的達夏幫助他拯救了團隊的其他成員。他們對拉赫馬特的部隊發動攻擊，聖誕在此期間與拉赫馬特本人對決，成功殺死了他。
在交換囚犯期間，馬許被揭露為豹貓，希望透過引發第三次世界大戰來從中獲益。托爾在戰鬥中受傷，導致團隊搭乘達夏的小船撤離，聖誕則決定留下調轉船頭以避免全球衝突。聖誕在船上遭遇眾多敵人圍攻，但來自空中的未知火力支援了他。傭兵們全數死後，馬許要求與聖誕對峙，但巴尼開著一輛直升機並利用機槍殺死馬許，這令聖誕感到驚訝。巴尼透露，自己在利比亞偽造了自己的死亡，希望引誘豹貓現身。巴尼和聖誕炸毀了船尾，導致核彈在深海中引爆，兩人及時逃離。
回國後，眾人在酒吧裡慶祝；巴尼向聖誕透露，偽造自己的死亡方法是：绑架了酒吧中先前被聖誕教訓的一名仇人珍宝虾，给他戴上戒指。這令兩人哈哈大笑。

## 演員
| 演員          | 角色            | 簡介 |
| 傑森·史塔森   | 李·聖誕         | 浴血幫的刀刃專家，第二領導者，最了解巴尼的成员。史塔森承擔了大約八成的拍攝工作並監督後期製作，並身兼監製。          |
| 五角          | 輕鬆哥          | 浴血幫新成員。 |
| 梅根·福克斯   | 吉娜            | 中情局探員兼浴血幫成員，聖誕的前女友。                                                                              |
| 杜夫·朗格     | 岡納·詹森       | 浴血幫的狙擊手，個性反复無常的成員。                                                                                |
| 東尼嘉        | 達夏            | 浴血幫前成員，前泰國90師特遣部隊隊員。                                                                              |
| 伊科·烏艾斯   | 蘇亞托·拉赫馬特 | 本片大反派 傭兵集團首領，與豹貓(马许)合作。                                                                         |
| 蘭迪·寇楚     | 托爾·羅德       | 浴血幫的爆破專家。                                                                                                  |
| 雅各布·西皮奧 | 蓋蘭            | 浴血幫新成員，前成員高戈之子，比父親還話多。                                                                        |
| 梨薇·陳       | 鞭妹            | 中情局探員，浴血幫新成員。                                                                                          |
| 安迪·加西亞   | 馬許            | 本片终极大反派 中情局探員，实为拉赫马特的合作伙伴「豹貓」（Ocelot）。                                                     |
| 席維斯·史特龍 | 巴尼·羅斯       | 浴血幫的指揮官，视兄弟为家人。史特龍確認本片是自己最後一次出演巴尼·羅斯，期望史塔森接班該系列，因此在片中戲份不多。 |

此外，達倫·諾普（Daren Nop）飾演波克（Bok），拉赫馬特的副手；希拉·沙阿（Sheila Shah）飾演艾黛兒（Adele），傭兵；妮可·安德魯斯飾演查莉（Charlie），酒吧服務生；艾迪·霍爾飾演酒吧保鑣。

## 製作
2014年3月，皮爾斯·布洛斯南表示他已獲製片人阿維·勒納同意出演第四部《浴血任務》系列電影。2014年4月，席維斯·史特龍透露他的首要反派人選是傑克·尼克遜，同時提到他有興趣說服克林·伊斯威特加入製作。2014年11月，宣佈該項目正在開發中，電影等級亦有望成為R級（限制級）。2016年12月，史特龍宣佈《浴血任務4》將是該系列的最後一部電影，並預定於2018年上映。2017年3月，史特龍因劇本及系列發展方向產生分歧離開了該《浴血任務4》以及《浴血任務》系列。2018年1月，在其他演員（包括阿諾·史瓦辛格）的聲援下，史特龍在他的社交媒體上宣佈回歸該系列。2018年3月，蘭迪·寇楚確認回歸出演電影。
2020年8月，宣佈他們將與獅門娛樂和Millennium Media一同製作電影，並透露派屈克·休斯將回歸執導電影。2021年8月，據報導傑森·史塔森、杜夫·朗格、寇楚和史特龍將回歸出演《浴血任務4》，而五角、梅根·福克斯和東尼嘉加入演員陣容。該片由史考特·沃夫執導，史賓塞·寇恩（Spenser Cohen）、馬克斯·亞當斯（Max Adams）和約翰·約瑟夫·康諾利（John Joseph Connolly）共同撰寫劇本，拍攝預定於2021年10月開始進行。2021年9月，安迪·加西亞簽約參演。10月，希拉·沙阿（Sheila Shah）、雅各布·西皮奧及梨薇·陳加入演出陣容。

### 拍攝
主體拍攝於2021年10月6日開始進行。2021年10月，史特龍在社交媒體上宣布，自己的戲份已經殺青。更證實這是他最後一次飾演巴尼·羅斯，並將該系列主角交棒給史塔森。

## 發行
《浴血任務4》2023年9月22日由狮门負責在美國院線上映。此前原定於2022年發行。

## 外部連結
- 互联网电影数据库（IMDb）上《浴血任務4》的资料（英文）